# Canteria
Canteria är ett släkte av svampar. Canteria ingår i familjen Endochytriaceae, ordningen Chytridiales, klassen Chytridiomycetes, divisionen pisksvampar och riket svampar.
|          | Nephrochytrium                        |
|          |                                       |
|          | Entophlyctis                          |
|          |                                       |
|          | Catenochytridium                      |
|          |                                       |
|          | Diplophlyctis                         |
|          |                                       |
|          | Endochytrium                          |
|          |                                       |
| Canteria | \| \| Canteria apophysata \| \| \| \| |
|          | \| \| Canteria apophysata \| \| \| \| |
|          | Allochytridium                        |
|          |                                       |
|          | Truittella                            |
|          |                                       |
|          | Endocoenobium                         |
|          |                                       |
|          | Mitochytridium                        |
|          |                                       |
|          | Canteria apophysata                   |
|          |                                       |

|  | Canteria apophysata |
|  |                     |